# Houyet
Houyet är en kommun i Belgien.   Den ligger i provinsen Namur och regionen Vallonien, i den sydöstra delen av landet, 90 km sydost om huvudstaden Bryssel. Antalet invånare är 4 535.
I omgivningarna runt Houyet växer i huvudsak blandskog. Runt Houyet är det ganska glesbefolkat, med 45 invånare per kvadratkilometer.